# Kibezi
Kibezi är ett periodiskt vattendrag i Burundi.   Det ligger i provinsen Makamba, i den södra delen av landet, 100 kilometer söder om huvudstaden Bujumbura.
Omgivningarna runt Kibezi är huvudsakligen savann. Runt Kibezi är det ganska tätbefolkat, med 149 invånare per kvadratkilometer.